# Trentino Basket Cup 2014
Il Torneo Trentino Basket Cup 2014 si è svolto dal 10 al 12 luglio 2014.

Gli incontri si sono svolti nella città di Trento nell'omonimo impianto.

## Squadre partecipanti
1. Belgio
2. Germania
3. Italia
4. Paesi Bassi

## Risultati
Prima giornata
| Trento 10 luglio 2014 | Belgio | 53 – 56 | Paesi Bassi | PalaTrento |

| Trento 10 luglio 2014 | Italia | 91 – 59 | Germania | PalaTrento |

Seconda giornata
| Trento 11 luglio 2014 | Germania | 74 – 71 | Belgio | PalaTrento |

| Trento 11 luglio 2014 | Italia | 74 – 58 | Paesi Bassi | PalaTrento |

Terza giornata
| Trento 12 luglio 2014 | Paesi Bassi | 42 – 73 | Germania | PalaTrento |

| Trento 12 luglio 2014 | Italia | 74 – 68 | Belgio | PalaTrento |

## Classifica
| Pos. | Team        | Punti |
| ---- | ----------- | ----- |
| 1    | Italia      | 6     |
| 2    | Germania    | 4     |
| 3    | Paesi Bassi | 2     |
| 4    | Belgio      | 0     |